# Morti l'11 dicembre
| Questa pagina contiene informazioni ricavate automaticamente dalle voci biografiche con l'ausilio del template Bio e di un bot. L'aggiornamento è periodico e automatico e ricostruisce completamente la pagina. Se manca una persona in questa lista, sei pregato di non aggiungerla, ma accertati piuttosto che la sua voce biografica contenga il template Bio e che i dati anagrafici siano correttamente compilati. Se il template Bio manca, inseriscilo tu stesso o, in alternativa, metti l'avviso {{tmp\|Bio}} che ne segnala la mancanza. Se i dati riportati sono sbagliati, correggi direttamente la voce biografica; le modifiche saranno visibili in questa lista entro pochi giorni. Per chiarimenti vedi il progetto biografie. La lista contiene solo le 474 persone che sono citate nell'enciclopedia e per le quali è stato implementato correttamente il template Bio. Pagina aggiornata al 17 ago 2025. |

## IV secolo(1)
- 384 - Papa Damaso I, papa, vescovo e santo romano

## V secolo(1)
- 420 - Savino di Piacenza, vescovo e santo italiano (n. 330)

## VIII secolo(4)
- 704 - Enfleda di Northumbria, principessa, badessa e santa anglosassone (n. 626)
- 716 - Teodone II di Baviera, duca tedesco
- 722 - Adalberto I d'Alsazia, nobile franco (n. 665)
- 722 - Fergal mac Máele Dúin, sovrano irlandese

## IX secolo(2)
- 834 - Hitto di Frisinga, vescovo tedesco
- 861 - Al-Mutawakkil, califfo (n. 822)

## X secolo(4)
- 925 - Sancho I Garcés di Navarra, re
- 969 - Niceforo II Foca, imperatore bizantino
- 990 - Folcmaro di Utrecht, vescovo cattolico tedesco
- 999 - Subh

## XI secolo(1)
- 1066 - Conan II di Bretagna, duca

## XII secolo(1)
- 1121 - Al-Afdal Shahanshah, generale turco (n. 1066)

## XIII secolo(4)
- 1241 - Ögödei Khan, condottiero mongolo (n. 1186)
- 1282 - Michele VIII Paleologo, imperatore bizantino (n. 1223)
- 1282 - Llywelyn ap Gruffydd, sovrano gallese (n. 1222)
- 1291 - Franco Lippi, religioso italiano

## XIV secolo(2)
- 1348 - Pietro Calò, religioso italiano
- 1373 - Ugolino Magalotti, religioso italiano

## XV secolo(3)
- 1418 - Ludovico di Savoia-Acaia, nobile (n. 1364)
- 1443 - John Cornwall, I barone Fanhope, militare e nobile britannico
- 1474 - Enrico IV di Castiglia, re (n. 1425)

## XVI secolo(12)
- 1513 - Pinturicchio, pittore italiano
- 1514 - Bartolomeo Colombo, navigatore italiano (n. 1460)
- 1522 - Raffaello Petrucci, cardinale e vescovo cattolico italiano (n. 1472)
- 1532 - Pietro Accolti, cardinale e vescovo cattolico italiano (n. 1455)
- 1537 - Andrej di Starica, principe russo (n. 1490)
- 1558 - Camillo Colonna, condottiero italiano
- 1568 - Gianbernardino Scotti, cardinale e arcivescovo cattolico italiano (n. 1493)
- 1576 - Joachim Hoppers, giurista, docente e politico olandese (n. 1523)
- 1581 - Maria d'Austria, duchessa (n. 1531)
- 1582 - Fernando Álvarez de Toledo, nobile e generale spagnolo (n. 1507)
- 1583 - Fadrique Álvarez de Toledo y Enríquez de Guzmán, nobile e militare spagnolo (n. 1537)
- 1595 - Philippe III de Croÿ, militare e nobile belga (n. 1526)

## XVII secolo(21)
- 1610 - Adam Elsheimer, pittore e disegnatore tedesco (n. 1578)
- 1610 - Falso Dimitri II di Russia
- 1618 - Giannangelo Gaudenzio Madruzzo, militare italiano (n. 1562)
- 1628 - Cesare d'Este, nobile italiano (n. 1562)
- 1632 - Martino di San Nicola, missionario spagnolo
- 1632 - Melchiorre di Sant'Agostino, missionario spagnolo (n. 1599)
- 1634 - Fadrique Álvarez de Toledo Osorio, militare e politico spagnolo (n. 1580)
- 1636 - Francesco Colonna di Sciarra, I principe di Carbognano, nobile italiano (n. 1571)
- 1643 - Herman Wrangel, nobile e generale svedese
- 1652 - Denis Pétau, filosofo, storico e teologo francese (n. 1583)
- 1654 - Semplice da Verona, pittore e religioso italiano (n. 1589)
- 1658 - Ulrik Christian Gyldenløve, generale danese (n. 1630)
- 1668 - Mademoiselle Du Parc, attrice teatrale e ballerina francese (n. 1633)
- 1669 - Philip Herbert, V conte di Pembroke, nobile inglese (n. 1621)
- 1669 - Anna Maria di Meclemburgo-Schwerin, nobile (n. 1627)
- 1671 - Giacinto Gigli, storico italiano (n. 1594)
- 1673 - Pier Francesco de' Rossi, nobile, giurista e archivista italiano (n. 1591)
- 1676 - Roland Fréart de Chambray, scrittore e traduttore francese (n. 1606)
- 1686 - Luigi II di Borbone-Condé, nobile e generale francese (n. 1621)
- 1694 - Ranuccio II Farnese, duca (n. 1630)
- 1700 - Isabella Maria dal Pozzo, pittrice italiana

## XVIII secolo(23)
- 1702 - Giacomo Cantelmo, cardinale e arcivescovo cattolico italiano (n. 1640)
- 1721 - Carlo Antonio Gozani, vescovo cattolico italiano (n. 1641)
- 1725 - Giovanni Battista Stella, arcivescovo cattolico italiano (n. 1660)
- 1738 - Johann Rudolf Byss, pittore svizzero (n. 1660)
- 1747 - Edmund Curll, editore inglese
- 1749 - Bernardino Ludovisi, scultore italiano (n. 1693)
- 1752 - Adolfo Federico III di Meclemburgo-Strelitz, nobile (n. 1686)
- 1756 - Maria Amalia d'Asburgo (n. 1701)
- 1756 - Theodor Stephan von Neuhoff, militare tedesco (n. 1694)
- 1756 - Paisio II di Costantinopoli, arcivescovo ortodosso greco
- 1757 - Fortunato Chelleri, compositore italiano (n. 1690)
- 1762 - Philipp Adolph von Münchhausen, politico tedesco (n. 1694)
- 1779 - Alessandro Albani, militare, cardinale e mecenate italiano (n. 1692)
- 1780 - Anna Sofia di Schwarzburg-Rudolstadt, nobile tedesca (n. 1700)
- 1783 - Antonio Francesco Bellinzani, compositore italiano
- 1784 - Aleksandr Dmitrievič Lanskoj, militare russo (n. 1758)
- 1784 - Anders Johan Lexell, astronomo e matematico russo (n. 1740)
- 1786 - Thomas Villiers, I conte di Clarendon, nobile e politico inglese (n. 1709)
- 1788 - Pëtr Borisovič Šeremetev, ufficiale russo (n. 1713)
- 1792 - Antonio Cavaleri, vescovo cattolico italiano (n. 1719)
- 1795 - Giorgio Maria Lascaris, arcivescovo cattolico e patriarca cattolico italiano (n. 1706)
- 1796 - Johann Daniel Titius, astronomo tedesco (n. 1729)
- 1797 - Richard Brocklesby, medico britannico (n. 1722)

## XIX secolo(43)
- 1803 - William Vans Murray, avvocato e politico statunitense (n. 1760)
- 1814 - Marie-Louise O'Murphy, cantante francese (n. 1737)
- 1816 - Richard Howard, IV conte di Effingham, nobile, politico e militare britannico (n. 1748)
- 1817 - Max von Schenkendorf, poeta tedesco (n. 1783)
- 1817 - Maria Walewska, nobile polacca (n. 1786)
- 1821 - Ignazio Greco, vescovo cattolico italiano (n. 1760)
- 1826 - Maria Leopoldina d'Asburgo-Lorena, nobile (n. 1797)
- 1828 - Sineperver Sultan, ottomana (n. 1760)
- 1829 - Henry Clinton, generale e politico britannico (n. 1771)
- 1834 - Kyra Vassiliki, greca (n. 1789)
- 1840 - Louis-François Jauffret, educatore, poeta e avvocato francese (n. 1770)
- 1840 - Kōkaku, imperatore giapponese (n. 1771)
- 1842 - Victor Chauvet, poeta e drammaturgo francese (n. 1788)
- 1843 - Casimir Delavigne, scrittore francese (n. 1793)
- 1843 - Fabrizio Selvi, vescovo cattolico italiano (n. 1752)
- 1844 - Jean-François-Théodore Gechter, scultore francese (n. 1795)
- 1846 - Giovan Battista Borghesi, pittore italiano (n. 1790)
- 1847 - Antonietta Fagnani Arese, nobile italiana (n. 1778)
- 1851 - Antonio Bonfanti, generale italiano (n. 1768)
- 1851 - Francesco Maria Coppola, vescovo cattolico italiano (n. 1773)
- 1854 - Johann Baptist Chiari, ginecologo austriaco (n. 1817)
- 1854 - Mateja Nenadović, religioso serbo (n. 1777)
- 1856 - Agatino San Martino Pardo, astronomo e matematico italiano (n. 1773)
- 1861 - Giovanni Rajberti, poeta e chirurgo italiano (n. 1805)
- 1864 - Antonio Statella di Cassaro, politico e diplomatico italiano (n. 1785)
- 1866 - Francesco Carbonieri, avvocato, patriota e politico italiano (n. 1809)
- 1868 - Alexandre-Félix Alméras, politico svizzero (n. 1811)
- 1872 - Kamehameha V delle Hawaii, sovrano (n. 1830)
- 1880 - Oliver Winchester, imprenditore e politico statunitense (n. 1810)
- 1883 - Giovanni Matteo De Candia, tenore e patriota italiano (n. 1810)
- 1884 - Émile Félix Fleury, generale, politico e diplomatico francese (n. 1815)
- 1886 - Karl Heinrich Baumgärtner, medico e patologo tedesco (n. 1798)
- 1886 - Johannes Baptiste Franzelin, cardinale austriaco (n. 1816)
- 1892 - Bernard Smith, presbitero irlandese (n. 1812)
- 1894 - Jean-François Gigoux, pittore e litografo francese (n. 1806)
- 1897 - Gardiner Greene Hubbard, avvocato e filantropo statunitense (n. 1822)
- 1897 - John Loughborough Pearson, architetto inglese (n. 1817)
- 1898 - Costantino Corvisieri, storico, archivista e numismatico italiano (n. 1822)
- 1899 - Jean-Baptiste Boffinton, politico francese (n. 1817)
- 1899 - Enrico Fano, politico italiano (n. 1834)
- 1899 - Edward Ferrero, generale e coreografo statunitense (n. 1831)
- 1899 - Marietta Piccolomini, soprano italiano (n. 1834)
- 1900 - Edmond de Sélys Longchamps, zoologo e politico belga (n. 1813)

## XX secolo(231)
- 1901 - Lev Ivanovič Ivanov, coreografo russo (n. 1834)
- 1902 - Valentino Panciera Besarel, intagliatore e scultore italiano (n. 1829)
- 1903 - Martin Hattala, linguista, pedagogo e teologo slovacco (n. 1821)
- 1903 - Heinrich Tønnies, fotografo danese (n. 1825)
- 1906 - Luigi Guglielmo Cambray-Digny, politico italiano (n. 1820)
- 1906 - Fitzhugh Townsend, schermidore statunitense (n. 1872)
- 1907 - Benjamin Champney, pittore e litografo statunitense (n. 1817)
- 1909 - Ludwig Mond, chimico britannico (n. 1839)
- 1910 - Egor Sergeevič Sozonov, rivoluzionario russo (n. 1879)
- 1910 - Jules Tannery, matematico francese (n. 1848)
- 1911 - Victor Lemoine, botanico francese (n. 1823)
- 1911 - Prithvi del Nepal, re nepalese (n. 1875)
- 1912 - Margarete Traube, chimica e attivista tedesca (n. 1856)
- 1914 - Hugo von Hurter, teologo tedesco (n. 1832)
- 1914 - Ettore Regalia, antropologo, paleontologo e psicologo italiano (n. 1842)
- 1915 - Annibale Brugnoli, pittore italiano (n. 1843)
- 1916 - Oreste Bandini, generale italiano (n. 1860)
- 1916 - Angelo Battelli, fisico e politico italiano (n. 1862)
- 1917 - Marco Sasso, militare italiano (n. 1896)
- 1918 - Ivan Cankar, scrittore e poeta sloveno (n. 1876)
- 1918 - Giulio Tonti, cardinale e arcivescovo cattolico italiano (n. 1844)
- 1920 - Olive Schreiner, scrittrice sudafricana (n. 1855)
- 1920 - Carlo Vallini, poeta e drammaturgo italiano (n. 1885)
- 1921 - Attilio Boldori, politico italiano (n. 1883)
- 1921 - Viktor Jacobi, compositore ungherese (n. 1883)
- 1921 - Robert de Montesquiou, poeta e scrittore francese (n. 1855)
- 1923 - Kata Dalström, politica e scrittrice svedese (n. 1858)
- 1923 - Arvid Mauritz Lindström, pittore svedese (n. 1849)
- 1925 - Charles Georges Ferville-Suan, scultore francese (n. 1847)
- 1925 - Yulian Michaux, schermidore russo (n. 1868)
- 1926 - Carl Magnus von Hell, chimico tedesco (n. 1849)
- 1926 - William A. Tilden, chimico britannico (n. 1842)
- 1926 - Giovanni Vianello, pittore e decoratore italiano (n. 1873)
- 1927 - Donato Velluti Zati di San Clemente, arcivescovo cattolico italiano (n. 1845)
- 1928 - Augusto de' Brandis, numismatico italiano (n. 1870)
- 1928 - Lewis Latimer, inventore e scienziato statunitense (n. 1848)
- 1928 - Pio Spaccamela, militare italiano (n. 1849)
- 1930 - José Toribio Medina, bibliografo e storiografo cileno (n. 1852)
- 1931 - Nino Tamassia, giurista e politico italiano (n. 1860)
- 1932 - Lyda Judson Hanifan, sociologo statunitense (n. 1879)
- 1933 - Francesco Piria, imprenditore, giornalista e politico uruguaiano (n. 1847)
- 1933 - Il'ja L'vovič Tolstoj, russo (n. 1866)
- 1935 - Oswald Eccher ab Eccho, militare austro-ungarico (n. 1867)
- 1937 - Gaja Gaj, generale sovietico (n. 1887)
- 1937 - Sofija Nalepins'ka-Bojčuk, artista ucraina (n. 1884)
- 1938 - Donato Etna, generale e politico italiano (n. 1858)
- 1938 - Christian Lous Lange, politico norvegese (n. 1869)
- 1940 - Charles Barrois, attore e regista francese (n. 1890)
- 1940 - J. Harold Murray, baritono e attore statunitense (n. 1891)
- 1941 - Francesco Ferrara, giurista italiano (n. 1877)
- 1941 - Pasquale Gagliardi, arcivescovo cattolico italiano (n. 1859)
- 1941 - Guido Lami, generale italiano (n. 1888)
- 1941 - Émile Picard, matematico francese (n. 1856)
- 1941 - Paul Viardot, violinista e musicologo francese (n. 1857)
- 1941 - Arthur Wellesley, V duca di Wellington, nobile e politico inglese (n. 1876)
- 1942 - Giovanni Amarena, militare italiano (n. 1919)
- 1942 - Guido Cencetti, ufficiale italiano (n. 1913)
- 1942 - Jochen Klepper, poeta, scrittore e giornalista tedesco (n. 1903)
- 1942 - Karl Lund, ginnasta finlandese (n. 1888)
- 1942 - Ugo Parodi di Belsito, militare e politico italiano (n. 1878)
- 1942 - Emil Georg von Stauß, banchiere tedesco (n. 1877)
- 1942 - Armando Tortini, militare italiano (n. 1921)
- 1942 - Séraphine de Senlis, pittrice francese (n. 1864)
- 1943 - Alfredo Andreini, entomologo e matematico italiano (n. 1870)
- 1943 - Riccardo Maraffa, generale e poliziotto italiano (n. 1890)
- 1943 - Harry Forbes Witherby, ornitologo e scrittore britannico (n. 1873)
- 1944 - Giulio Augello, partigiano italiano (n. 1921)
- 1944 - Joseph Maréchal, gesuita, filosofo e psicologo belga (n. 1878)
- 1944 - Nada Žagar, partigiana slovena (n. 1924)
- 1945 - Charles Fabry, fisico francese (n. 1867)
- 1946 - William Job Collins, chirurgo inglese (n. 1859)
- 1947 - Giorgio Ceragioli, pittore, scultore e decoratore italiano (n. 1861)
- 1947 - Maurice Chabas, pittore francese (n. 1862)
- 1947 - Johannes Daubert, filosofo tedesco (n. 1877)
- 1947 - Aleksander Stavre Drenova, poeta, pubblicista e patriota albanese (n. 1872)
- 1948 - Louis Barillet, artista francese (n. 1880)
- 1949 - Genoveffa De Troia, religiosa italiana (n. 1887)
- 1949 - Charles Dullin, attore e regista teatrale francese (n. 1885)
- 1949 - Carlo Linati, scrittore e viaggiatore italiano (n. 1878)
- 1950 - Annibale Betrone, attore e regista italiano (n. 1883)
- 1950 - Leslie John Comrie, astronomo neozelandese (n. 1893)
- 1950 - Juho Heiskanen, militare e politico finlandese (n. 1889)
- 1950 - Rudolf Karsch, pistard tedesco (n. 1913)
- 1950 - Nagaoka Hantarō, fisico giapponese (n. 1865)
- 1950 - Ernesto II di Hohenlohe-Langenburg, principe tedesco (n. 1863)
- 1951 - Christopher Addison, I visconte Addison, medico e politico inglese (n. 1869)
- 1951 - Joseph Henry Blake, scacchista britannico (n. 1859)
- 1952 - Emilio Artom, matematico italiano (n. 1888)
- 1952 - Zoja Barancevič, attrice russa (n. 1896)
- 1952 - Agesilao Flora, pittore italiano (n. 1863)
- 1952 - Joža Lovrenčič, poeta sloveno (n. 1890)
- 1952 - Wilhelmus van Berkel, inventore e imprenditore olandese (n. 1869)
- 1953 - Albert Coates, direttore d'orchestra e compositore inglese (n. 1882)
- 1953 - Tommy Lucas, calciatore inglese (n. 1895)
- 1954 - Leo Menardi, regista e sceneggiatore italiano (n. 1903)
- 1955 - Eliodoro Farronato, presbitero e missionario italiano (n. 1912)
- 1955 - Frank Merrill, generale statunitense (n. 1903)
- 1955 - Diaderico Raffaldini, calciatore italiano (n. 1891)
- 1956 - Stefi Geyer, violinista ungherese (n. 1888)
- 1957 - Heinrich Hoffmann, fotografo e politico tedesco (n. 1885)
- 1957 - Musidora, attrice, regista e produttrice cinematografica francese (n. 1889)
- 1958 - Charles Godefroy, aviatore francese (n. 1888)
- 1958 - Alberto Meschi, anarchico e sindacalista italiano (n. 1879)
- 1958 - Rudolf Roessler, agente segreto tedesco (n. 1897)
- 1959 - Jim Bottomley, giocatore di baseball statunitense (n. 1900)
- 1959 - Gustaf Johnsson, ginnasta e diplomatico svedese (n. 1890)
- 1961 - Max Barrett, patologo, botanico e contrabbassista britannico (n. 1909)
- 1961 - Ernst Buschor, archeologo, filologo classico e traduttore tedesco (n. 1886)
- 1961 - Émile-Guillaume Léonard, storico, paleografo e archivista francese (n. 1891)
- 1961 - Mario Rodinò di Miglione, ingegnere e politico italiano (n. 1900)
- 1961 - Alexandru Săvulescu, allenatore di calcio rumeno (n. 1898)
- 1962 - Fred Sersen, effettista statunitense (n. 1890)
- 1962 - Jorma Valkama, lunghista finlandese (n. 1928)
- 1963 - Gaston Bell, attore e cantante statunitense (n. 1877)
- 1963 - Pietro Bresciani, calciatore italiano (n. 1910)
- 1963 - Fortunato Messa, politico e avvocato italiano (n. 1883)
- 1964 - Sam Cooke, cantante, compositore e produttore discografico statunitense (n. 1931)
- 1964 - Percy Kilbride, attore statunitense (n. 1888)
- 1964 - Alma Mahler Schindler, compositrice e scrittrice austriaca (n. 1879)
- 1965 - Giuseppe De Stefanis, generale italiano (n. 1885)
- 1965 - Rafael Hernández Marín, compositore portoricano (n. 1892)
- 1965 - Elemér Kovács, allenatore di calcio e calciatore ungherese (n. 1890)
- 1967 - Howard Freeman, attore statunitense (n. 1899)
- 1967 - Victor de Sabata, direttore d'orchestra e compositore italiano (n. 1892)
- 1969 - Costan Zarian, scrittore, poeta e giornalista armeno (n. 1885)
- 1970 - Bartolomeo Aymo, ciclista su strada italiano (n. 1889)
- 1970 - George Gray, ostacolista britannico (n. 1887)
- 1970 - Luciano Limena, calciatore italiano (n. 1948)
- 1970 - Abrahão De Moraes, astronomo e matematico brasiliano (n. 1917)
- 1971 - Hans Ebensperger, pittore italiano (n. 1929)
- 1971 - Ines Maria Ferraris, soprano e pianista italiana (n. 1882)
- 1971 - Arnold Perl, regista, sceneggiatore e produttore cinematografico statunitense (n. 1914)
- 1971 - Clemente Tafuri, pittore e illustratore italiano (n. 1903)
- 1972 - Nicola Cariota Ferrara, politico e avvocato italiano (n. 1907)
- 1972 - George Martin, calciatore e allenatore di calcio scozzese (n. 1899)
- 1973 - Angiolo Gabrielli, ciclista su strada italiano (n. 1894)
- 1973 - Libera Trevisani Levi-Civita, matematica italiana (n. 1890)
- 1973 - Karin de Laval, traduttrice svedese (n. 1894)
- 1974 - Walter Coy, attore statunitense (n. 1909)
- 1974 - Greta Gonda, attrice austriaca (n. 1917)
- 1974 - Reed Hadley, attore statunitense (n. 1911)
- 1974 - María Maravillas de Jesús, religiosa e mistica spagnola (n. 1891)
- 1974 - Ward McLanahan, astista e ostacolista statunitense (n. 1883)
- 1975 - Nihal Atsız, attivista, scrittore e poeta turco (n. 1905)
- 1975 - Bruno Bagnoli, ceramista e scultore italiano (n. 1914)
- 1975 - Antonio Mura, poeta e scrittore italiano (n. 1926)
- 1975 - Primitivo Villacampa, calciatore spagnolo (n. 1913)
- 1976 - Ernesto Brivio, produttore cinematografico, imprenditore e politico italiano (n. 1915)
- 1976 - Francesco Merli, tenore italiano (n. 1887)
- 1976 - Elmyr de Hory, pittore ungherese (n. 1906)
- 1977 - Raymond Bernard, regista cinematografico e sceneggiatore francese (n. 1891)
- 1977 - Saida Menebhi, attivista, sindacalista e poetessa marocchina (n. 1952)
- 1978 - Italo Bandini, calciatore italiano (n. 1905)
- 1978 - Flaminio Bollini, regista e sceneggiatore italiano (n. 1924)
- 1978 - Vincent du Vigneaud, biochimico statunitense (n. 1901)
- 1978 - Raúl Alberto Lastiri, politico argentino (n. 1915)
- 1979 - James Gibson, psicologo statunitense (n. 1904)
- 1979 - Carlo Schmid, giurista e politico tedesco (n. 1896)
- 1979 - Nicolae Simatoc, calciatore e allenatore di calcio romeno (n. 1920)
- 1979 - Giuseppe Tonna, scrittore, traduttore e docente italiano (n. 1920)
- 1980 - Eugène Dhers, ciclista su strada francese (n. 1891)
- 1980 - Hawayo Takata, giapponese (n. 1900)
- 1980 - Marcello Torre, avvocato e politico italiano (n. 1932)
- 1980 - Vittoria Luisa di Prussia, tedesca (n. 1892)
- 1980 - Dorothy West, attrice statunitense (n. 1891)
- 1981 - Zoja Fёdorova, attrice sovietica (n. 1907)
- 1981 - Giulio Onesti, dirigente sportivo e avvocato italiano (n. 1912)
- 1981 - Raymond Rouleau, regista e attore belga (n. 1904)
- 1982 - Worthington Miner, regista, produttore cinematografico e sceneggiatore statunitense (n. 1900)
- 1982 - Adolfo Quilico, chimico italiano (n. 1902)
- 1983 - Francesco Babuscio Rizzo, ufficiale e diplomatico italiano (n. 1897)
- 1983 - Harold Stephen Black, ingegnere statunitense (n. 1898)
- 1983 - Andrea Emo, filosofo italiano (n. 1901)
- 1983 - Tullio Farabola, fotografo italiano (n. 1920)
- 1983 - Neil Ritchie, generale inglese (n. 1897)
- 1983 - Tom Sneddon, allenatore di calcio e calciatore scozzese (n. 1912)
- 1984 - Nate Bowman, cestista statunitense (n. 1943)
- 1984 - Pentti Hämäläinen, pugile finlandese (n. 1929)
- 1984 - George Waggner, regista, sceneggiatore e produttore cinematografico statunitense (n. 1894)
- 1985 - Giovanni Battista Bonino, chimico italiano (n. 1899)
- 1987 - József Kónya, calciatore ungherese (n. 1920)
- 1987 - Emil Mazuw, militare tedesco (n. 1900)
- 1988 - Alberto Chiancone, pittore italiano (n. 1904)
- 1988 - Kari Kairamo, dirigente d'azienda finlandese (n. 1932)
- 1988 - Wilhelm Petersén, hockeista su ghiaccio svedese (n. 1906)
- 1989 - Louise Dahl-Wolfe, fotografa statunitense (n. 1895)
- 1989 - Serafim Neves, calciatore e allenatore di calcio portoghese (n. 1920)
- 1990 - Giuseppe Castoldi, politico italiano (n. 1922)
- 1990 - Concha Piquer, cantante e attrice spagnola (n. 1908)
- 1990 - Maria Alice di Sassonia, principessa (n. 1901)
- 1991 - Artur Lundkvist, scrittore svedese (n. 1906)
- 1991 - Simon Scott, attore statunitense (n. 1920)
- 1991 - Mario Tobino, psichiatra, scrittore e poeta italiano (n. 1910)
- 1992 - Francesco Casati, politico italiano (n. 1939)
- 1992 - Billy Cook, allenatore di calcio e calciatore nordirlandese (n. 1909)
- 1992 - Marinka Dallos, pittrice ungherese (n. 1929)
- 1992 - Andy Kirk, sassofonista statunitense (n. 1898)
- 1992 - Yōko Kishi, cantante giapponese (n. 1935)
- 1992 - Moose Krause, cestista, giocatore di football americano e allenatore di pallacanestro statunitense (n. 1913)
- 1992 - Suzanne Lilar, drammaturga, saggista e scrittrice belga (n. 1901)
- 1993 - Maroun Bagdadi, regista e sceneggiatore libanese (n. 1950)
- 1993 - Bohdan Likszo, cestista polacco (n. 1940)
- 1993 - Paul Mebus, allenatore di calcio e calciatore tedesco (n. 1920)
- 1993 - Elvira Popescu, attrice rumena (n. 1894)
- 1993 - Tommy Wonder, ballerino, attore e coreografo statunitense (n. 1914)
- 1994 - Nino Erné, scrittore e traduttore tedesco (n. 1921)
- 1994 - Mario Lizzero, politico, partigiano e antifascista italiano (n. 1913)
- 1994 - Stanisław Maczek, generale polacco (n. 1892)
- 1994 - Carl Marzani, giornalista e politico statunitense (n. 1912)
- 1994 - Julij Jakovlevič Rajzman, regista sovietico (n. 1903)
- 1994 - Nicola Trotta, politico e medico italiano (n. 1930)
- 1995 - Étienne Becker, direttore della fotografia francese (n. 1936)
- 1995 - Robert Shelton, critico musicale e critico cinematografico statunitense (n. 1926)
- 1997 - Marisa Cerani, schermitrice italiana (n. 1908)
- 1997 - Eddie Chapman, agente segreto britannico (n. 1914)
- 1997 - Oscarre Spadavecchia, calciatore italiano (n. 1920)
- 1997 - Rolf Tasna, attore e doppiatore tedesco (n. 1920)
- 1998 - Giuseppe Granata, politico italiano (n. 1918)
- 1998 - André Lichnerowicz, matematico e fisico francese (n. 1915)
- 1998 - Jimmy Mackay, calciatore australiano (n. 1943)
- 1998 - Shuzo Ohira, giocatore di go giapponese (n. 1930)
- 1998 - Pietro Saraceno, storico italiano (n. 1940)
- 1998 - Max Streibl, politico tedesco (n. 1932)
- 1999 - Paola Bernardi, musicologa e clavicembalista italiana (n. 1930)
- 1999 - Enrica Follieri, filologa, bizantinista e paleografa italiana (n. 1926)
- 1999 - Heinz Schürmann, presbitero e teologo tedesco (n. 1913)
- 1999 - Joseph Marie Vũ Duy Nhất, vescovo cattolico vietnamita (n. 1911)
- 2000 - Pauline Curley, attrice statunitense (n. 1903)
- 2000 - David Lewis, attore statunitense (n. 1916)
- 2000 - N. Richard Nash, scrittore, drammaturgo e sceneggiatore statunitense (n. 1913)
- 2000 - Johannes Virolainen, politico finlandese (n. 1914)

## XXI secolo(121)
- 2001 - Ramchandra Narayan Dandekar, indologo indiano (n. 1909)
- 2001 - Italo Falcomatà, politico e storico italiano (n. 1943)
- 2001 - Clark Mills, progettista statunitense (n. 1915)
- 2001 - Silvano Ridi, politico italiano (n. 1927)
- 2001 - John Wilkinson Taylor, educatore statunitense (n. 1906)
- 2002 - Franco Danova, calciatore italiano (n. 1930)
- 2002 - Carlos Zara, attore brasiliano (n. 1930)
- 2003 - Ahmadou Kourouma, scrittore ivoriano (n. 1927)
- 2003 - Adriano Mariuz, storico dell'arte italiano (n. 1938)
- 2003 - Paulos Tzadua, cardinale e arcivescovo cattolico etiope (n. 1921)
- 2004 - José Cuciuffo, calciatore argentino (n. 1961)
- 2004 - Angelo Paracucchi, cuoco italiano (n. 1929)
- 2004 - M. S. Subbulakshmi, cantante indiana (n. 1916)
- 2005 - Franco Castiglione, politico italiano (n. 1931)
- 2005 - Angelo Cordara, politico italiano (n. 1927)
- 2005 - Bob Frojen, pallanuotista statunitense (n. 1930)
- 2005 - Norman Leavitt, attore statunitense (n. 1913)
- 2006 - Elizabeth Bolden, supercentenaria statunitense (n. 1890)
- 2006 - Ennio Bonea, politico italiano (n. 1924)
- 2006 - Jiří Hanke, calciatore e allenatore di calcio cecoslovacco (n. 1924)
- 2006 - Angelo Mercurio, mafioso e collaboratore di giustizia statunitense (n. 1936)
- 2007 - Carlo Ludovico d'Asburgo-Lorena, nobile austriaco (n. 1918)
- 2007 - Aldo Biagiotti, calciatore italiano (n. 1923)
- 2007 - Onorato Castellino, economista italiano (n. 1935)
- 2007 - Pat Hannigan, hockeista su ghiaccio canadese (n. 1936)
- 2007 - Giuseppe Urbani, danzatore e coreografo italiano (n. 1928)
- 2008 - Maddie Blaustein, doppiatrice statunitense (n. 1960)
- 2008 - Aurelio Donato Candian, giurista italiano (n. 1955)
- 2008 - Fred Iltis, fotografo statunitense (n. 1923)
- 2008 - Angeliki Laiou, politica e bizantinista greca (n. 1941)
- 2008 - Fukio Mitsuji, autore di videogiochi giapponese (n. 1960)
- 2008 - Bettie Page, modella statunitense (n. 1923)
- 2008 - Mario Pieri, calciatore italiano (n. 1930)
- 2008 - Giovanni de Riu, pilota automobilistico italiano (n. 1924)
- 2008 - Franca Stagi, architetto italiana (n. 1937)
- 2010 - Roberto Benvenuti, politico italiano (n. 1945)
- 2010 - Michel Grandjean, pattinatore artistico su ghiaccio svizzero (n. 1931)
- 2010 - Ronnie McMahon, cavaliere irlandese (n. 1942)
- 2010 - Pietro Montresori, politico italiano (n. 1935)
- 2010 - Peter Risi, calciatore svizzero (n. 1950)
- 2011 - John Patrick Foley, cardinale e arcivescovo cattolico statunitense (n. 1935)
- 2011 - Savannah Gold, attrice pornografica britannica (n. 1984)
- 2011 - Erasmo Marrè, partigiano italiano (n. 1920)
- 2011 - Lola Müthel, attrice tedesca (n. 1919)
- 2011 - Conrad Rooks, regista, sceneggiatore e attore statunitense (n. 1934)
- 2011 - Anita Simonis, ginnasta statunitense (n. 1926)
- 2012 - Toni Blankenheim, baritono tedesco (n. 1921)
- 2012 - Albert O. Hirschman, economista tedesco (n. 1915)
- 2012 - Ravi Shankar, compositore indiano (n. 1920)
- 2012 - Antonio Placido Torresi, pittore, restauratore e critico d'arte italiano (n. 1951)
- 2012 - Galina Pavlovna Višnevskaja, soprano russo (n. 1926)
- 2013 - Nadir Afonso, pittore e architetto portoghese (n. 1920)
- 2013 - Gipo Farassino, cantautore, attore e politico italiano (n. 1934)
- 2013 - Luigi Menti, calciatore italiano (n. 1934)
- 2013 - Domenico Potenza, politico italiano (n. 1937)
- 2013 - Angelo Rizzoli, editore, imprenditore e produttore cinematografico italiano (n. 1943)
- 2013 - Jean-Claude Vergne, cestista francese (n. 1938)
- 2014 - Giorgio Ardisson, attore italiano (n. 1931)
- 2014 - Benigno De Grandi, calciatore, allenatore di calcio e dirigente sportivo italiano (n. 1924)
- 2014 - Sergio Fiorentini, attore, doppiatore e direttore del doppiaggio italiano (n. 1934)
- 2014 - Jiří Ječný, calciatore cecoslovacco (n. 1929)
- 2014 - Michel duCille, fotoreporter statunitense (n. 1956)
- 2015 - Mihai Adam, calciatore rumeno (n. 1940)
- 2015 - Giovanni Berio, incisore italiano (n. 1924)
- 2015 - Hicabi Emekli, calciatore, allenatore di calcio e arbitro di calcio turco (n. 1925)
- 2015 - Vladimir Kaplunov, sollevatore sovietico (n. 1933)
- 2015 - Jiří Paďour, vescovo cattolico ceco (n. 1943)
- 2015 - Arnold Peralta, calciatore honduregno (n. 1989)
- 2015 - Gastón Salvatore, scrittore e drammaturgo cileno (n. 1941)
- 2015 - Wolfgang Stockmeier, compositore e organista tedesco (n. 1931)
- 2015 - Hot Rod Williams, cestista statunitense (n. 1962)
- 2016 - Sadiq Jalal Al-Azm, filosofo siriano (n. 1934)
- 2016 - Domenico Barbaro, mafioso italiano (n. 1937)
- 2016 - Manuel Bermúdez Arias, calciatore spagnolo (n. 1936)
- 2016 - Paolo De Benedetti, teologo e biblista italiano (n. 1927)
- 2016 - Francesca Del Rosso, giornalista, blogger e scrittrice italiana (n. 1974)
- 2016 - Marion van Binsbergen, psicoanalista olandese (n. 1920)
- 2016 - Esma Redžepova, cantante macedone (n. 1943)
- 2017 - Nino Cassani, scultore italiano (n. 1930)
- 2017 - Luigi Fait, critico musicale italiano (n. 1935)
- 2017 - Vera Katz, politica statunitense (n. 1933)
- 2017 - Suzanna Leigh, attrice britannica (n. 1945)
- 2017 - Luigi Pagnoni, presbitero e storico dell'arte italiano (n. 1914)
- 2018 - Winifred Griffin, nuotatrice neozelandese (n. 1932)
- 2018 - Helga Henning, velocista tedesca (n. 1937)
- 2018 - Nura bint Isa Al Khalifa, nobildonna bahreinita
- 2018 - Walter Williams, calciatore honduregno (n. 1983)
- 2019 - Anna Benericetti, supercentenaria italiana (n. 1906)
- 2019 - Massimo Preziosi, politico e avvocato italiano (n. 1942)
- 2020 - Jim Burns, cestista statunitense (n. 1945)
- 2020 - Beryl Cunningham, attrice, cantante e conduttrice televisiva giamaicana (n. 1946)
- 2020 - James R. Flynn, psicologo statunitense (n. 1934)
- 2020 - Johnny Hannigan, calciatore scozzese (n. 1933)
- 2020 - Kim Ki-duk, regista, sceneggiatore e produttore cinematografico sudcoreano (n. 1960)
- 2020 - Tommy Ord, calciatore inglese (n. 1952)
- 2020 - Irena Veisaitė, scrittrice e insegnante lituana (n. 1928)
- 2021 - Ed Gayda, cestista statunitense (n. 1927)
- 2021 - Giovanni Giuga, poeta e scrittore italiano (n. 1942)
- 2021 - Jack Hedley, attore inglese (n. 1929)
- 2021 - Hiroshi Hirata, fumettista giapponese (n. 1937)
- 2021 - Vera Kistiakowsky, fisica e attivista statunitense (n. 1928)
- 2021 - Anne Rice, scrittrice statunitense (n. 1941)
- 2021 - Galina Samsova, ballerina e direttrice teatrale russa (n. 1937)
- 2021 - Manuel Santana, tennista spagnolo (n. 1938)
- 2022 - Angelo Badalamenti, compositore, pianista e arrangiatore statunitense (n. 1937)
- 2022 - Walter Bénéteau, ciclista su strada francese (n. 1972)
- 2023 - Andre Braugher, attore statunitense (n. 1962)
- 2023 - Ivan Čeliković, calciatore croato (n. 1989)
- 2023 - Ferdinand Keller, calciatore tedesco (n. 1946)
- 2023 - Paulin Obame-Nguema, politico gabonese (n. 1934)
- 2023 - Massimo Scalia, fisico, politico e attivista italiano (n. 1942)
- 2023 - Camden Toy, attore statunitense (n. 1955)
- 2024 - Riccardo Bonacina, giornalista, conduttore televisivo e autore televisivo italiano (n. 1954)
- 2024 - David Bonderman, imprenditore statunitense (n. 1942)
- 2024 - Pietro Guida, scultore italiano (n. 1921)
- 2024 - Pat McBride, calciatore e allenatore di calcio statunitense (n. 1943)
- 2024 - Mirosława Mikulska, cestista polacca (n. 1943)
- 2024 - Ivan Novák, calciatore cecoslovacco (n. 1942)
- 2024 - Alain Pompidou, politico francese (n. 1942)
- 2024 - Mario Santececca, calciatore, allenatore di calcio e dirigente sportivo italiano (n. 1943)
- 2024 - Jermaine Walker, cestista statunitense (n. 1977)